# Józef Szmidt
Józef Szmidt (Bytom, 28 maart 1935 – Zagozd, 29 juli 2024) was een Pools atleet, die gespecialiseerd was in het hink-stap-springen. Hij veroverde tien nationale titels op dit onderdeel en nam deel aan drie Olympische Spelen, waar hij twee gouden medailles aan overhield. Daarnaast werd hij tweemaal Europees kampioen.

## Biografie
Szmidt werd in 1958 en 1962 Europees kampioen hink-stap-springen. In de voorbereiding op de Olympische Spelen van 1960 sprong hij in het Poolse Olsztyn een wereldrecord van 17 meter en 3 centimeter. Hiermee was hij de eerste hink-stap-springer die verder sprong dan 17 meter. In datzelfde jaar werd Szmidt in Rome olympisch kampioen. Vier jaar later prolongeerde hij in Tokio zijn olympische titel.
Szmidt overleed op 89-jarige leeftijd.

## Titels
- Olympisch kampioen hink-stap-springen - 1960, 1964
- Europees kampioen hink-stap-springen - 1958, 1962
- Pools kampioen hink-stap-springen - 1958, 1960, 1962, 1963, 1965, 1966, 1967, 1969, 1970, 1971
- Pools kampioen verspringen - 1961

## Persoonlijke records
| Onderdeel          | Prestatie       | Datum           | Plaats  |
| ------------------ | --------------- | --------------- | ------- |
| 100 m              | 10,4 s          | 1961            |         |
| hink-stap-springen | 17,03 m (ex-WR) | 5 augustus 1960 | Olsztyn |

## Palmares

### hink-stap-springen
- 1958:  EK - 16,43 m
- 1960:  OS - 16,81 m (OR)
- 1962:  EK - 16,55 m
- 1964:  OS - 16,85 m (OR)
- 1966: 5e EK - 16,45 m
- 1968: 7e OS - 16,87 m
- 1971: 5e EK - 15,62 m

### 4 × 100 m estafette
- 1960: Series OS - DQ

1896: James Connolly ·
1900: Meyer Prinstein ·
1904: Meyer Prinstein ·
1908: Tim Ahearne ·
1912: Gustaf Lindblom ·
1920: Vilho Tuulos ·
1924: Nick Winter ·
1928: Mikio Oda ·
1932: Chuhei Nambu ·
1936: Naoto Tajima ·
1948: Arne Åhman ·
1952: Adhemar da Silva ·
1956: Adhemar da Silva ·
1960: Józef Szmidt ·
1964: Józef Szmidt ·
1968: Viktor Sanjejev ·
1972: Viktor Sanjejev ·
1976: Viktor Sanjejev ·
1980: Jaak Uudmäe ·
1984: Al Joyner ·
1988: Christo Markov ·
1992: Mike Conley ·
1996: Kenny Harrison ·
2000: Jonathan Edwards ·
2004: Christian Olsson ·
2008: Nelson Évora ·
2012: Christian Taylor ·
2016: Christian Taylor ·
2020: Pedro Pablo Pichardo ·
2024: Jordan Díaz
- World Athletics: 14350769
- Nationale Bibliotheek van Polen: a0000003198188
- Virtual International Authority File: 7927152684032923430002

1. ↑  Nie żyje Józef Schmidt, legenda polskiej lekkoatletyki